# Hollowayville
Hollowayville és una vila dels Estats Units a l'estat d'Illinois. Segons el cens del 2000 tenia 90 habitants.

## Demografia
Segons el cens del 2000, Hollowayville tenia 90 habitants, 29 habitatges, i 24 famílies. La densitat de població era de 695 habitants/km².
Dels 29 habitatges en un 48,3% hi vivien nens de menys de 18 anys, en un 72,4% hi vivien parelles casades, en un 6,9% dones solteres, i en un 17,2% no eren unitats familiars. En el 17,2% dels habitatges hi vivien persones soles el 10,3% de les quals corresponia a persones de 65 anys o més que vivien soles. El nombre mitjà de persones vivint en cada habitatge era de 3,1 i el nombre mitjà de persones que vivien en cada família era de 3,54.
Per edats la població es repartia de la següent manera: un 34,4% tenia menys de 18 anys, un 7,8% entre 18 i 24, un 35,6% entre 25 i 44, un 12,2% de 45 a 60 i un 10% 65 anys o més.
L'edat mediana era de 29 anys. Per cada 100 dones de 18 o més anys hi havia 90,3 homes.
La renda mediana per habitatge era de 52.500 $ i la renda mediana per família de 63.750 $. Els homes tenien una renda mediana de 41.750 $ mentre que les dones 31.250 $. La renda per capita de la població era de 15.825 $. Cap de les famílies estaven per davall del llindar de pobresa.

## Poblacions properes
El següent diagrama mostra les poblacions més properes.